# Yemsa
Le yemsa (ou yem, anciennement janjero) est une langue afro-asiatique de la branche des langues omotiques parlée dans le Sud-Ouest de l'Éthiopie par 81 600 Yemma dont la population s'élevait en 1994 à 165 184 personnes.

## Classification
Le yemsa est classé parmi les langues omotiques, considérées par Bender comme étant une branche de l'afro-asiatique.
Lamberti continue à voir l'omotique comme le groupe occidental des langues couchitiques. Il est particulièrement proche des langues ometo, gonga et du gimira.

## Phonologie
Les tableaux montrent la phonologie du yemsa : les consonnes et les voyelles.

### Voyelles
|         | Antérieure    | Centrale      | Postérieure   |
| ------- | ------------- | ------------- | ------------- |
| Fermée  | i [i] ii [iː] |               | u [u] uu [uː] |
| Moyenne | e [e] ee [eː] |               | o [o] oo [oː] |
| Ouverte |               | a [a] aa [aː] |               |

### Consonnes
|              |           | Bilabiales | Dentales | Alvéol. | Dorsales | Dorsales | Glottales |
| ------------ | --------- | ---------- | -------- | ------- | -------- | -------- | --------- |
| Palatales    | Vélaires  | Bilabiales | Dentales | Alvéol. |          |          | Glottales |
| Occlusives   | Sourdes   | p [p]      | t [t]    |         |          | k [k]    | ʾ [ʔ]     |
| Occlusives   | Sonores   | b [b]      | d [d]    |         |          | g [g]    |           |
| Occlusives   | Éjectives | p’ [p’]    | t’ [t’]  |         |          | k’ [k’]  |           |
| Fricatives   | Sourdes   | f [f]      | s [s]    |         | sh [ʃ]   |          |           |
| Fricatives   | Sonores   |            | z [z]    |         |          |          |           |
| Affriquée    | Sourdes   |            |          |         | c [t͡ʃ]   |          |           |
| Affriquée    | Sonores   |            |          |         | j [d͡ʒ]   |          |           |
| Affriquée    | Éjectives |            |          |         | c’ [t͡ʃ’] |          |           |
| Nasales      | Nasales   | m [m]      |          | n [n]   | ɲ [ɲ]    | ŋ [ŋ]    |           |
| liquides     | Simple    |            | r [r]    | l [l]   |          |          |           |
| liquides     | Éjectives |            |          | r’ [r’] |          |          |           |
| Semi-voyelle | Simples   | w [w]      |          |         | y [j]    |          |           |
| Semi-voyelle | Éjectives |            |          |         | ’y [ʔj]  |          |           |

## Sources
- (de) Marcello Lamberti, Materialen zum Yemsa, Heidelberg, Carl Winter Verlag, coll. « Studia Linguarum Africae Orientalis » (no 5), 1993, 490 p. (ISBN 3-8253-0103-6)